# Opisthograptis luteolata
Opisthograptis luteolata là một loài bướm đêm trong họ Geometridae.

## Hình ảnh

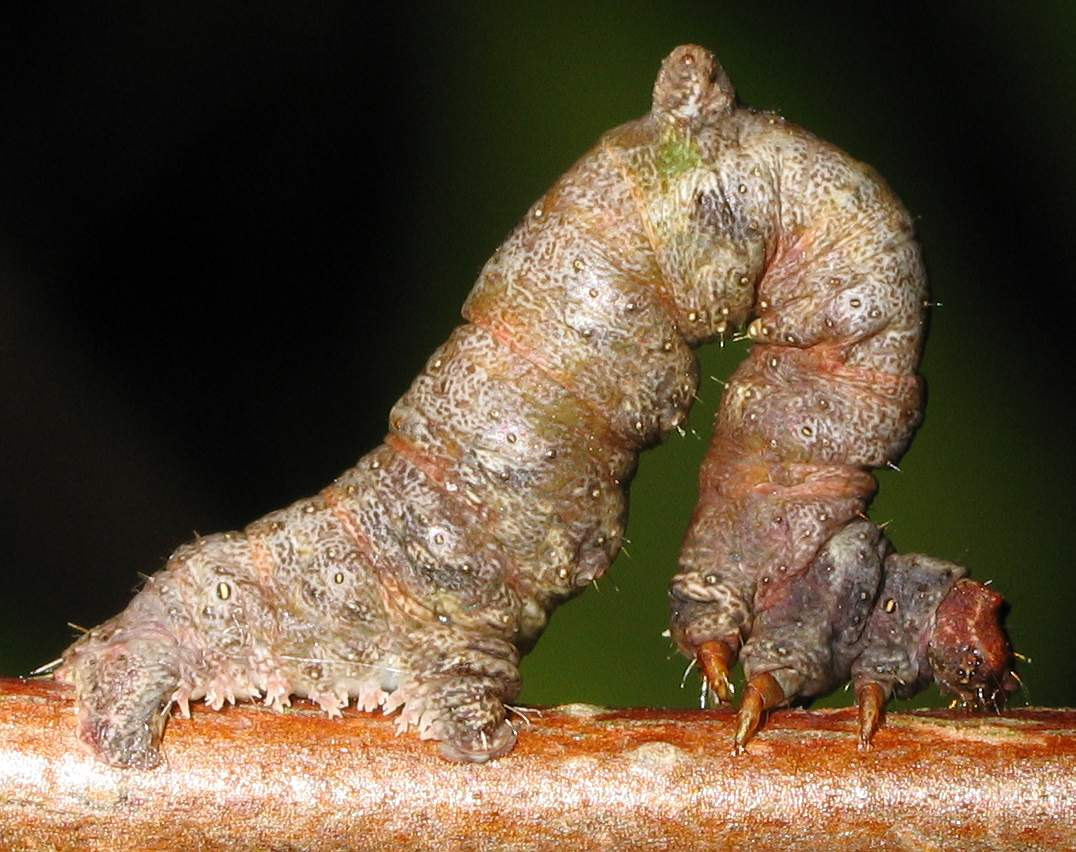
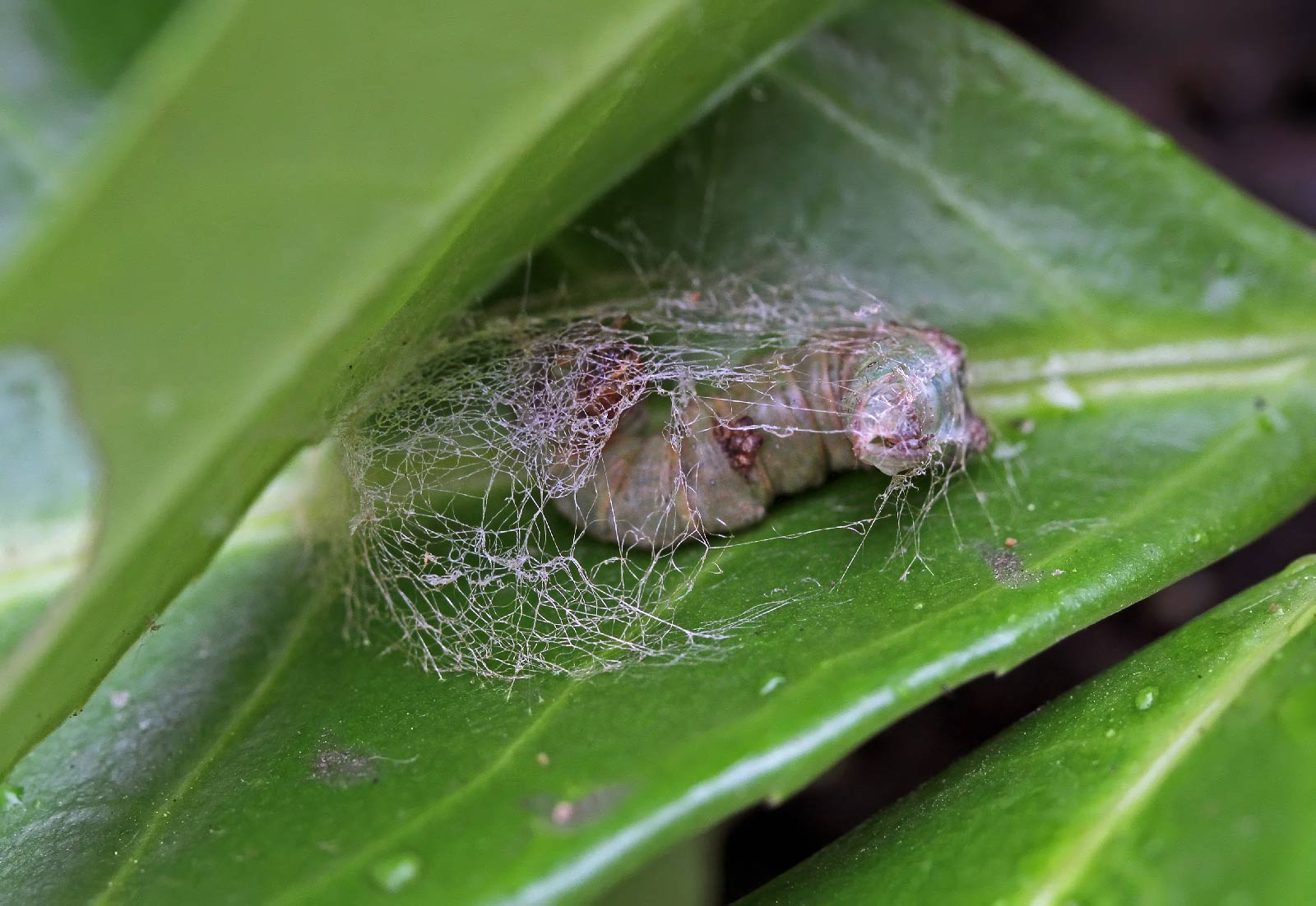
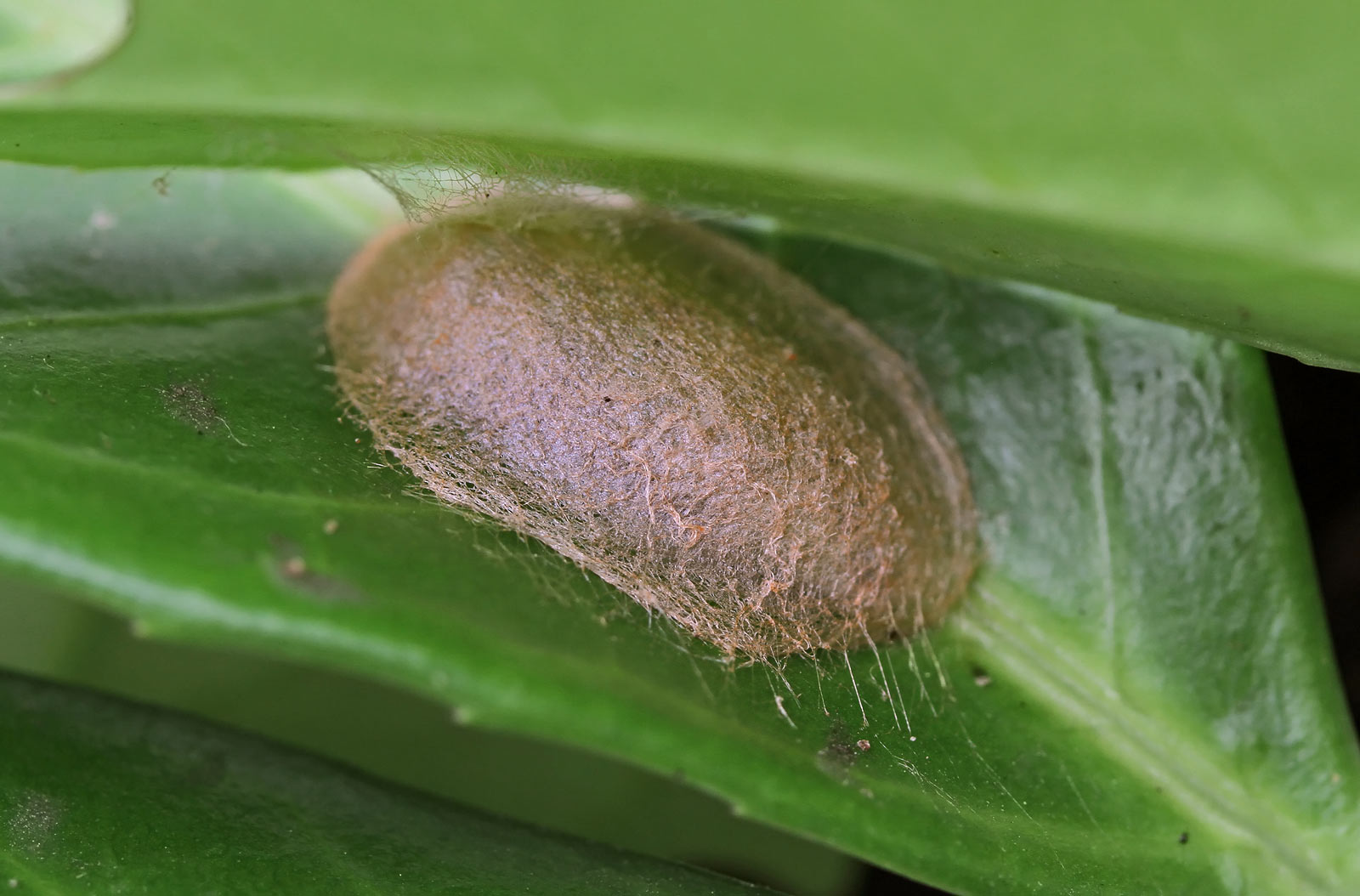
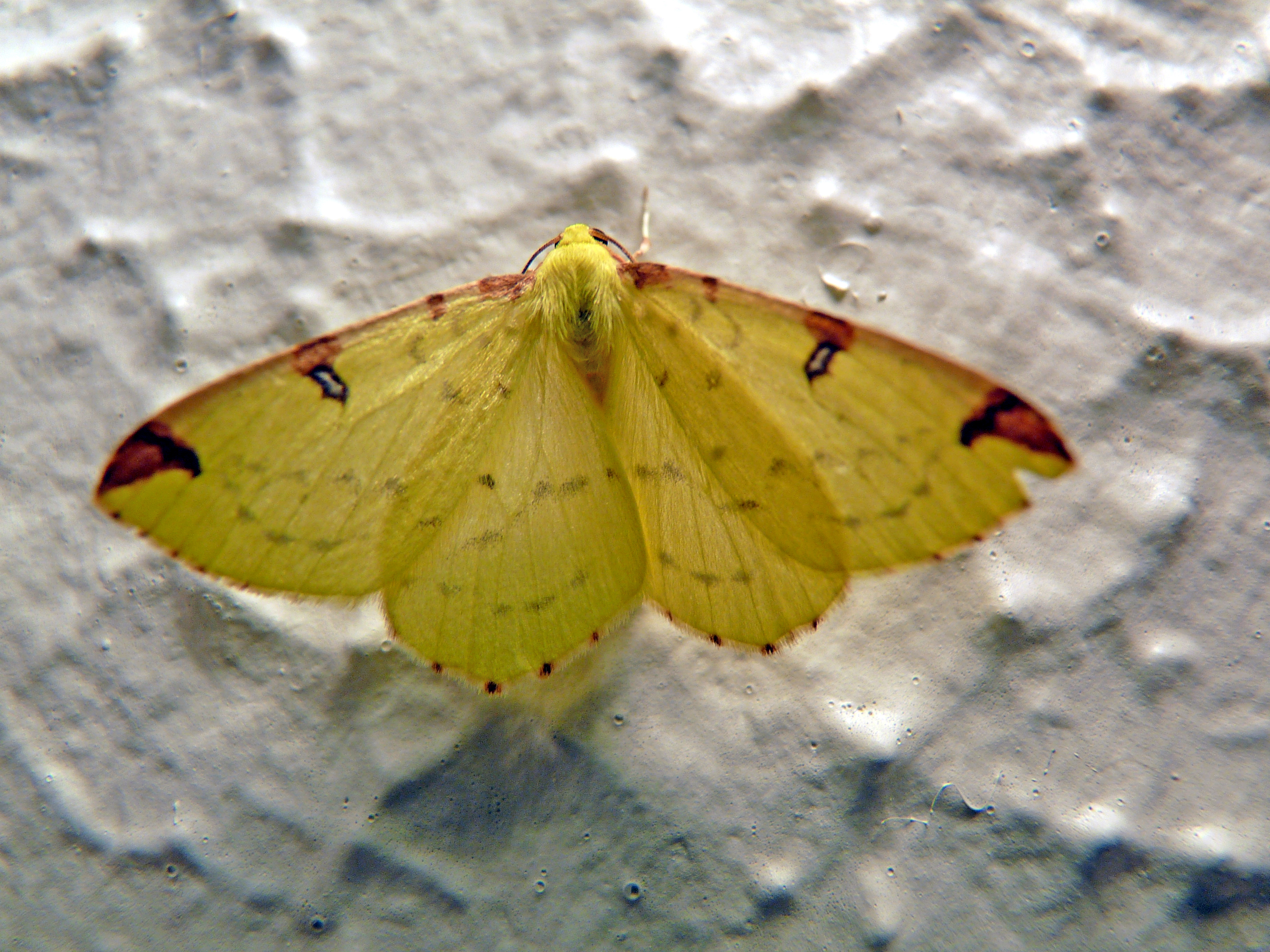